# The Neonai
The Neonai — студийный альбом группы Lake of Tears, вышедший в 2002 году.

## История
Как сказал солист группы Даниэль Бреннар в своем интервью, название альбома означает конец чего-то старого и одновременно начало нового. Работы над альбомом проходили на протяжении трёх лет, почти сразу с момента выпуска Forever Autumn, но большинство песен было записано в последний месяц работы. Предполагалось, что The Neonai станет последним альбомом уже фактически распавшихся Lake of Tears. После выхода Forever autumn группа фактически перестала существовать. Бреннар начал работать программистом, а, например, Magnus Sahlgren всерьез занялся научной деятельностью, что со временем (в 2008 году) позволило ему получить степень профессора Стокгольмского Университета, однако контракт с лейблом Black Mark обязывал музыкантов записать ещё один — пятый по счету — альбом. Им и стал The Neonai.

## Критика
The Neonai был неоднозначно принят фанатами и критиками. Пластинка получилась непохожей на предыдущие творения группы, например, поэкспериментировавшей с «ритмичными» клавишами (песни «Return of Ravens», «The Shadowshires»), а также вновь вернувшейся к женскому вокалу (композиция «Sorcerers»). Последней композицией «Outro» подводятся своеобразные итоги творчества Lake of Tears — трек представляет собой компиляцию из отрывков некоторых предыдущих песен группы, звучащих на фоне «фоновых» клавиш. Многие фанаты окрестили «Outro» «похоронным маршем Lake of Tears».

## Список композиций
1. «Intro» — 1:11
2. «Return of Ravens» — 3:31
3. «The Shadowshires» — 4:09
4. «Solitude» — 5:26
5. «Leave a Room» — 4:12
6. «Sorcerers» — 3:51
7. «Can Die No More» — 3:44
8. «Nathalie and the Fireflies» — 3:31
9. «Let us Go As They Do» — 4:20
10. «Down the Nile» — 4:24
11. «Outro» — 3:21

## Участники записи
- Даниель Бреннар (швед. Daniel Brennare) — вокал, гитара
- Микаэль Ларсон (швед. Mikael Larsson) — бас
- Юхан Оудхьюс (швед. Johan Oudhuis) — ударные

### Приглашённые музыканты
- Ульф Вальберг (швед. Ulf Wahlberg) — клавишные
- Ени Теблер (швед. Jennie Tebler) — бэк-вокал, женский вокал (песня «Sorcerers»)
- Магнус Сальгрен (швед. Magnus Sahlgren) — гитара